# Eotetranychus firmianae
Eotetranychus firmianae är en spindeldjursart som beskrevs av Zhu 1984. Eotetranychus firmianae ingår i släktet Eotetranychus och familjen Tetranychidae. Inga underarter finns listade i Catalogue of Life.